# Tarascosaurus
Tarascosaurus ("ještěr draka Tarasque") byl menší masožravý dinosaurus (teropod) z čeledi Abelisauridae. V současnosti je jediným známým abelisauridem ze severní polokoule. Jeho velmi fragmentární fosílie byly objeveny v jižní Francii, na jejímž území žil v období svrchní křídy.

## Popis

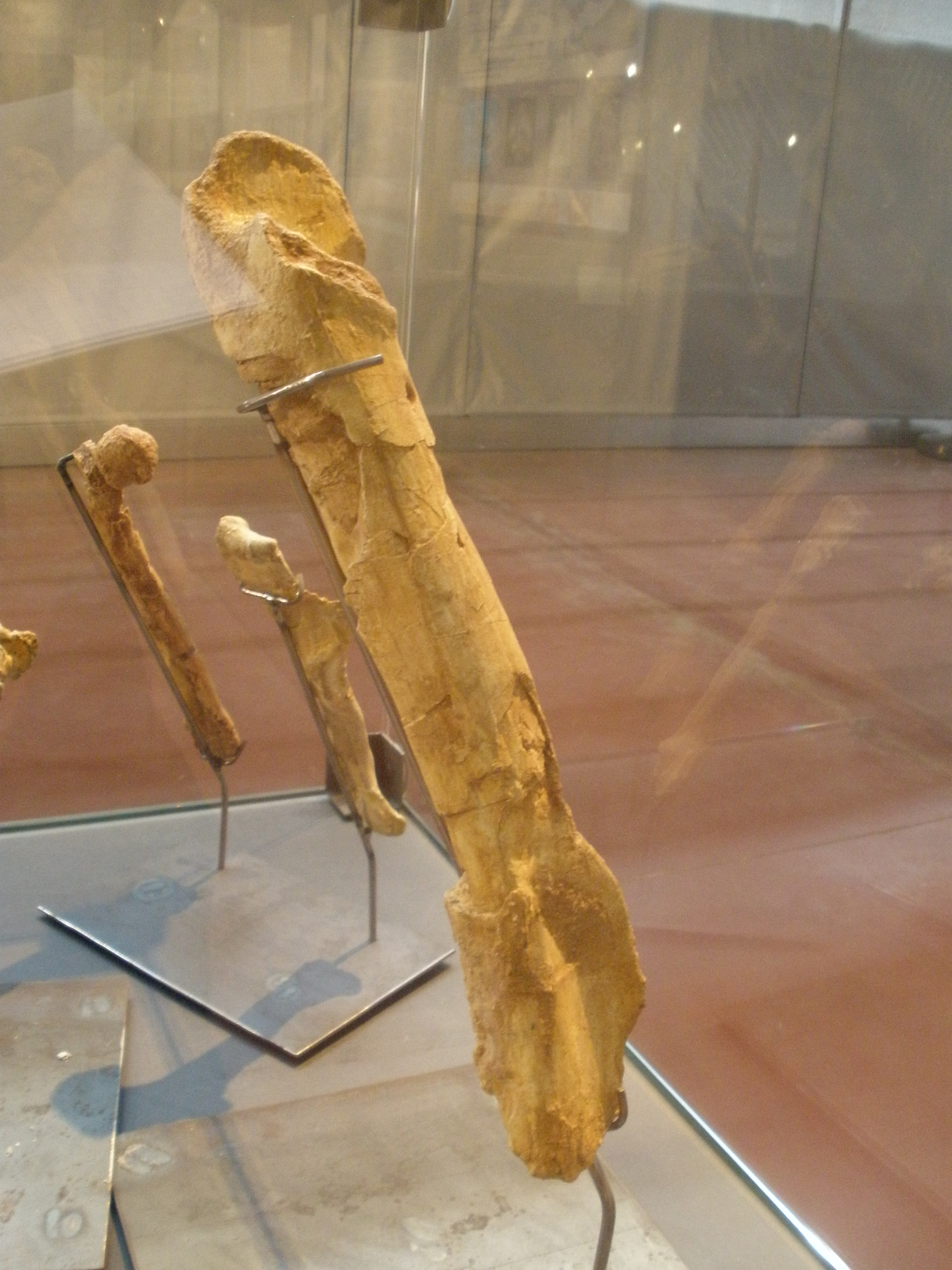
Stehenní kost druhu Tarascosaurus salluvicus.

Materiál sestává pouze z několika fosilních kostí (stehenní kost a dorzální obratle), takže nejde ani o diagnostický materiál. Rod Tarascosaurus je proto někdy považován za pochybný (nomen dubium). Typový druh T. salluvicus byl popsán paleontology LeLoeuffem a Buffetautem v roce 1991. Model tohoto teropoda v životní velikosti je dnes možné spatřit v muzeu Dinosauria ve francouzském městě Espéraza. Délka tohoto dinosaura je odhadována asi na 6 metrů, přičemž dosahoval hmotnosti nosorožce. Podle jiných odhadů byl však dlouhý jen kolem 3 metrů.

## V populární kultuře
Tarascosaurus se objevuje v jednom díle televizní dokumentární série Dinosaur Planet z roku 2003. V něm je zobrazen jako vrcholný predátor ekosystémů jihoevropské svrchní křídy.